# Championnats d'Asie de BMX 2018
Navigation
Édition précédente Édition suivante
Les championnats d'Asie de BMX 2018 ont eu lieu le 26 mai 2018 à Chainat en Thaïlande.

## Podiums
| Épreuves            | Or           | Argent                   | Bronze               |
| ------------------- | ------------ | ------------------------ | -------------------- |
| Épreuves masculines |              |                          |                      |
| Élites hommes       | Rio Akbar    | Sitthichok Kaewsrikhao   | Taichi Ikegami       |
| Juniors hommes      | Asuma Nakai  | Komet Sukprasert         | Fasya Ahsana Rifki   |
| Épreuves féminines  |              |                          |                      |
| Élites femmes       | Lu Yan       | Chutikan Kitwanitsathian | Zhang Yaru           |
| Juniors femmes      | Kanami Tanno | Miru Nagare              | Siti Shahirah Hashim |